# Fred MacMurray
Frederick Martin "Fred" MacMurray, född 30 augusti 1908 i Kankakee, Illinois, död 5 november 1991 i Santa Monica, Kalifornien, var en amerikansk skådespelare.
För att finansiera sina studier vid college spelade Fred MacMurray tenorsaxofon och uppträdde som sångare. Som sådan gjorde han även skivinspelningar med orkesterledarna George Olsen och Gus Arnheim. 1930 gjorde han sin debut i en revy på Broadway. Filmdebuten skedde 1934.
Genom åren medverkade Fred MacMurray i en rad lättsamma komedier, ofta i roller som en trivsam, pålitlig man. En av hans mest minnesvärda roller är dock som en helt annan typ av man, nämligen som försäkringsmannen som blir förledd av sin samvetslösa kvinnliga klient att mörda hennes make för att på så sätt få ut makens försäkring i Kvinna utan samvete (1944). Under 1960-talet och fram till 1972 gjorde han huvudrollen som Steve Douglas i den amerikanska tv-serien My Three Sons.
Från 1954 var MacMurray gift med skådespelaren June Haver.
Fred MacMurray avled 1991 i lunginflammation.
Han har en stjärna på Hollywood Walk of Fame vid adressen 6421 Hollywood Blvd.

## Filmografi i urval
- 1935 – Vid 19 år
- 1935 – Den gyllene liljan
- 1935 – En fattig miljonär
- 1936 – Prinsessan Olga av Sverige
- 1936 – Sången om skogarnas folk
- 1936 – Sjung, syndare, sjung
- 1937 – Kunna dessa ögon ljuga?
- 1939 – Cafe Society
- 1940 – En kväll att minnas
- 1940 – En herre för mycket
- 1942 – Ja, se fruntimmer!
- 1943 – Det starka är det sköna värt
- 1944 – Kvinna utan samvete
- 1944 – Direktörn söker nattlogi
- 1947 – Ägget och jag
- 1951 – En cowboy med lasso
- 1953 – Fribytaren från Java
- 1954 – Myteriet på Caine
- 1954 – Polisdetektiven
- 1954 – Kvinnans värld
- 1955 – När regnet kom
- 1960 – Ungkarlslyan
- 1961 – Den tankspridde professorn
- 1960–1972 – My Three Sons (TV-serie)
- 1978 – Katastrofplats Houston